# 陝西 (臺灣)
陝西，是臺灣彰化縣秀水鄉的一個傳統地域名稱，位於該鄉東南部。相較於今日行政區，其範圍大致包括陝西村、金興村。

## 歷史
台灣清治末期至日治初期，陝西地區為一街庄，稱為「陝西庄」，隸屬於燕霧上堡。該庄北與秀水庄為鄰，東與茄苳腳庄、茄苳林庄為鄰，南邊為大庄、加錫庄，西邊為下崙庄、曾厝厝庄。
1901年（日治明治三十四年）11月，該庄隸屬於彰化廳。1909年（明治四十二年）10月，改隸屬於臺中廳。1920年（大正九年），該庄改制並改名為「陝西」大字，隸屬於臺中州彰化郡秀水庄，大字下有「陝西」、「新興」、「金圳洋」、「港墘厝」。
戰後秀水庄改制為秀水鄉，隸屬於彰化縣，大字亦改制為村。

## 交通
國道1號又稱「中山高速公路」，是貫穿台灣西部的兩條縱向高速公路之一，大致以北北東—南南西走向經過陝西地區西北部。境內未設交流道，北側較近的是彰化交流道，南側較近的是員林交流道，由此等交流道進入可快速前往南北各地。
縣道144甲線（番花路）是福興番社至花壇赤塗崎的道路，大致以橫向經過本地區中部，往西可前往員林大排接縣道144號本線，往東可前往花壇車站前接省道台1線，亦可續行至赤塗崎接縣道137號。

## 廟宇
- 烏面將軍廟（陰廟）